# Helianthemum pseudodianicum
Helianthemum pseudodianicum är en solvändeväxtart som beskrevs av Pérez Dacosta och Gonzalo Mateo. Helianthemum pseudodianicum ingår i släktet solvändor, och familjen solvändeväxter. Inga underarter finns listade i Catalogue of Life.